# رنگ‌های واقعی (فیلم)
رنگ‌های واقعی (به انگلیسی: True Colors) فیلمی محصول سال ۱۹۹۱ و به کارگردانی هربرت راس است. در این فیلم بازیگرانی همچون جان کیوسک، جیمز اسپیدر، ایموجن استابس، مندی پتینکین، ریچارد ویدمارک، دینا مریل، پل گویلفویل، فیلیپ بوسکو و برد سالیوان ایفای نقش کرده‌اند.